# Sala Paradiso
La Sala Paradiso è uno storico locale emiliano situato a San Lazzaro di Savena dove, di norma, trovano accoglienza gruppi musicali dei più svariati generi: dalla musica leggera, al liscio, al jazz. Conosciuta anche come Sala Polivalente presso il Circolo Arci San Lazzaro, dal 2008 ospita la rassegna di musica internazionale denominata Paradiso Jazz, nel cui ambito si sono esibiti artisti di fama mondiale quali Archie Shepp, Eddie Gomez, Kenny Barron, Miroslav Vitous, Jimmy Cobb, Dave Weckl, Curtis Fuller, Avishai Cohen, Ibrahim Maalouf, Alain Caron, Dave Holland, Michel Portal, Billy Cobham, Trilok Gurtu, Fred Wesley.